# Joop Traarbach
Joop (Johan) Traarbach (Dordrecht, 15 februari 1920 - Amersfoort, 19 december 2006) was een Nederlandse kunstschilder.
Johan Traarbach bezocht in Amersfoort de ambachtsschool en werd daarna huisschilder en tekenleraar.
Het werk van Traarbach was expressionistisch. Aan het eind van zijn leven stapte hij over van figuratieve werken naar abstracte werken. 
De onderwerpen van zijn schilderijen en tekeningen waren landschappen, havengezichten, dieren en mensen. 
Traarbach woonde bijna zijn hele leven in Amersfoort en was overtuigd socialist. Hij was bevriend met de Amersfoortse schilder Toon Tieland. In 2006 was er een overzichtstentoonstelling in Flehite in Amersfoort.